# Векуа, Михаил Леонидович
Михаил Леонидович Векуа (род. 7 августа 1975, Очамчира, Абхазская АССР, СССР) — российский оперный певец (тенор), солист Мариинского театра. Лауреат и дипломант международных вокальных конкурсов.

## Биография

### Образование и ранние годы
Родился 7 августа 1975 года в городе Очамчира (Абхазская АССР). В 2004 году окончил Московскую государственную консерваторию имени П. И. Чайковского, затем в 2007 году закончил аспирантуру (класс профессора Алексея Мартынова). С 2002 по 2011 год был солистом Московского академического музыкального театра им. Станиславского и Немировича-Данченко. В вагнеровском репертуаре дебютировал в партии Зигмунда в опере «Валькирия» Рихарда Вагнера в Концертном зале имени П. И. Чайковского с Российским национальным оркестром под управлением Кента Нагано. Дирижёр и музыкальный руководитель Баварской государственной оперы предложил Векуа продолжить сотрудничество с зарубежным театром, однако тенор принял предложение о вступлении в труппу Мариинского театра.

### Карьера в Мариинском театре
С 2012 года выступает в Мариинском театре, дебютировав в партии Логе (опера «Золото Рейна» Вагнера). С 2013 года — солист оперы театра.

Векуа выступал во всех операх тетралогии «Кольцо нибелунга», четыре вечера подряд, спев Логе, Зигмунда и — дважды — Зигфрида. Тенор также исполнил все ключевые партии в восьми спектаклях тетралогии «Кольцо нибелунга» (Логе, Зигмунд, Зигфрид) в течение 12 дней. 
Михаила Векуа можно назвать ответственным за вагнеровский репертуар в России. В «Кольце» он поёт Логе, Зигмунда и Зигфрида — обычно эти партии исполняют разные певцы. Нагрузка физическая, вокальная и эмоциональная — колоссальная. Такое перенапряжение вызвано ещё и объективными причинами: кризис певцов, способных справиться с вагнеровскими партиями, заставляет Векуа работать на износ. Если не он, то никто! Тем более что Векуа — прирождённый вагнеровский певец...
Мария Залесская, Музыкальная жизнь
Участвовал в премьерной постановке оперы «Бенвенуто Челлини» (2021) и в российской премьере оратории Софии Губайдулиной «О любви и ненависти» (2018).

## Репертуар и гастроли
В репертуаре Михаила Векуа — ведущие теноровые партии в операх Джузеппе Верди, Чайковского, Сен-Санса, Вагнера и других.
Русская опера:
- Герман — Пиковая дама
- Григорий Отрепьев — Борис Годунов
- Царевич Гвидон — Сказка о царе Салтане
- Вакула — Ночь перед Рождеством
- Игрок — Игрок
- Андрей — Мазепа
- Водемон — Иоланта

Итальянская опера:
- Альфред Жермон — Травиата
- Дон Карлос — Дон Карлос
- Радамес — Аида
- Канио — Паяцы
- Туридду — Сельская честь
- Дон Альваро — Сила судьбы

Французская опера:
- Дон Хозе — Кармен
- Самсон — Самсон и Далила
- Эней — Троянцы
- Фауст — Фауст

Немецкая опера (Вагнер):
- Зигмунд — Валькирия
- Зигфрид — Зигфрид, Гибель богов
- Логе — Золото Рейна
- Тангейзер — Тангейзер
- Лоэнгрин — Лоэнгрин
- Парсифаль — Парсифаль[9]
- Тристан — Тристан и Изольда
- Эрик — Летучий голландец
- Вальтер фон Штольцинг — Нюрнбергские мейстерзингеры

Оратории и симфонии:
- Реквием (Верди)
- Messa di Gloria (Джакомо Пуччини)
- Девятая симфония (Людвиг ван Бетховен)
- Колокола (Сергей Рахманинов)
- Глаголическая месса (Леош Яначек)
- Über Liebe und Hass (С. Губайдулина)

С гастролями Мариинского театра выступал на сценах Метрополитен-опера (Нью-Йорк), Gran Teatre del Liceu (Барселона), Opéra Bastille (Париж), De Nationale Opera (Амстердам), Shanghai Grand Theatre, а также в Германии, Великобритании, Китае и других странах.
Участвовал в фестивалях BBC Proms, Зальцбургского фестиваля, Эдинбургского фестиваля, фестиваля в Баден-Бадене.

## Признание
- 2001 — дипломант Международного конкурса вокалистов им. М. И. Глинки[4].
- 2003 — Гран-при и Кубок президента Казахстана на VI Международном фестивале «Шабыт»[4].

Исполнение Михаила Векуа в ведущих партиях немецкого репертуара неоднократно получало положительные оценки в зарубежной музыкальной прессе. Критики отмечают его мощный голос, выразительность и актёрское мастерство, особенно в операх Рихарда Вагнера. В партии Зигфрида в одноимённой опере (постановка Мариинского театра, Бирмингем, 2014) рецензент Bachtrack Рохан Шоттон охарактеризовал выступление Векуа как «выдающееся»: «частые вспышки огромной силы, полное соответствие героическому образу, без признаков вокального напряжения»; особое внимание он уделил драматизму и физической убедительности исполнения. Выступление Векуа в партии Зигмунда (Валькирия, Роттердам, 2018) получило высокую оценку критика Яника Айзенэхера: «Призывы Wälse были наполнены поразительной силой и демонстрировали героический тенор Векуа… Он стал своего рода героем вечера».
В 2017 году в Барселоне Векуа исполнил партию Тристана в концертной постановке Тристана и Изольды. Как отмечает Bachtrack, несмотря на отсутствие оркестровой ямы, певец «сохранил плотность, ясность и баланс голоса», а его исполнение «слов ностальгического сожаления» прозвучало особенно искренне и выразительно. В июле этого же года, во время трёхдневной записи оперы «Тристан и Изольда» в Мариинском театре, критик «Независимой газеты» Владимир Дудин особо отметил выступление Векуа: «Главным же объектом удивления на протяжении трёх вечеров с Вагнером оставался тенор Михаил Векуа, который до самозабвения, без устали, фактически без единой потери рассказал печальную, но вдохновенную историю о любви, не желающей признавать границ времени и пространства».